# Applied Minds
Applied Minds, LLC — американская компания, основанная в 2000 году экс-инженером Диснея Дэнни Хиллисом и Брэном Ферреном, деятельность которой направлена на обеспечение технологий, дизайна, R&D и консультационных услуг таким фирмам, как General Motors, Intel, Northrop Grumman, Lockheed Martin, Herman Miller, Harris Corporation, Sony и Sun Microsystems.
Штаб-квартира компании находится в городе Бербанк (штат Калифорния), а офисы — в Нью-Йорке и Вашингтоне (федеральный округ Колумбия).
Компания предоставляет продукты и услуги в программном обеспечении, аэрокосмонавтике, сфере развлечений, электронике, биотехнологии и архитектурном проектировании. Это объединило несколько компаний, включая Metaweb Technologies (создатели Freebase, приобретённого Google), TouchTable и Applied Proteomics.

## Деятельность
Applied Minds был выбрана для проведения капитальной реконструкции в галерее Renwick в Вашингтоне, округ Колумбия. Элизабет Броун, Маргарет и Терри Стент директор Смитсоновского американского Художественного музея говорят, что «концепция Applied Minds в том, что она поощряет посетителей возврашаться снова и снова, чтобы увидеть много новых и постоянно меняющихся презентаций».
В 2014 году Дэнни Хиллис отсоединил свою часть компании и основал новую компанию Applied Invention. appliedinvention.com